# On the Road Again (canción de Willie Nelson)
"On the Road Again" es una canción escrita e interpretada por el cantante de country estadounidense Willie Nelson.
La canción, sobre la vida de un cantante en la carretera, surgió cuando el productor ejecutivo de la película  Honeysuckle Rose se acercó a Nelson para escribir la canción para la banda sonora de la película. "On the Road Again" se convirtió en  el noveno número 1 en el Country & Western en noviembre de 1980 y fue uno de los más reconocidas canciones de Nelson. Además, la canción alcanzó el número 20 en la Billboard Hot 100, y el séptimo lugar en el Adult Contemporary chart. Fue elegido el mayor éxito de la música country según los Premios Grammy un año después.

## Historia
En 1980 Nelson protagonizó su primer papel protagonista en la película de Jerry Schatzberg Honeysuckle Rose, sobre un músico envejecido que no logra alcanzar la fama nacional y su relación con su familia, quienes también forman parte de su banda que viaja por todo Estados Unidos mientras toca en diferentes lugares. Poco después de firmar el contrato, Nelson fue abordado durante un vuelo por Schatzberg y el productor ejecutivo de la película, quienes le pidieron que escribiera una canción sobre la vida en la carretera para usarla como tema principal. Nelson escribió rápidamente la canción en una bolsa para vomitar.

## Crítica y acogida del público
La canción fue grabada en el álbum de Nelson de 1980 Honeysuckle Rose, consiguiendo la primera posición del Billboard en álbumes country y el 20 en el Billboard Hot 100 se álbumes en general. Nelson consiguió un Premio Grammy a la mejor canción country y una nominación a los Premios Óscar a la mejor canción original. En 2004, Rolling Stone la posicionó en el lugar número 471 de las 500 mejores canciones de todos los tiempos. En 2011, "On the Road Again" fue introducida en el Premio Grammy al salón de la fama.